# Rakománykultuszok
A rakománykultuszok  vagy másképp kargókultuszok a melanéziai millenarista kultuszok általánosan használt elnevezése, amelyek különféle spirituális és politikai mozgalmak voltak és amelyek a 19. század végétől a régió nyugati gyarmatosítását követően alakultak ki az őslakosok körében. Több száz ilyen kultusz alakult ki a Fidzsi-szigetektől Irian Jayaig a törzsi kultúrákban.
Az aranykorról szóló helyi mítoszokra támaszkodva a karizmatikus vezetők, a próféták olyan ősök visszajövetelét hirdették, akik a törzsek kapcsolatai révén megismert rakományokhoz (cargo) hasonló spirituális vagy anyagi javakat hoznak majd magukkal. Az ily módon beköszönő korszakban újfajta emberi teljesség alakul ki, és a törzsek egyenlőek lesznek a fehérekkel.
Néhány kultusz még mai aktív. Bizonyos irányzatok vallási színezetűek, például a manszeren, a vailala-őrület  és a John Frum . Mások kézzelfogható eredményeket próbálnak elérni, például Paliau, a Jali vagy a Peli és Pitenamu Társaság.

## Fogyasztói paradicsom
Óceánia szigetein, legrégebben Fidzsin, úgy az 1880-as években új, mágikus kultusz alakult ki, amely a fehér ember javainak, életstílusának elérését tűzte ki célul. Próféták jártak az emberek között, akik hirdették, hogy őseik hamarosan visszatérnek a szigetre rakománnyal teletömött hajóikon; lesz konzerv, bútor, rádió, hűtőszekrény és mindenféle áhított ennivaló. A szigetlakók engedelmesen rakpartot építettek, hogy a hajóknak legyen hol kikötniük és raktárakat, ahol elhelyezhetik majd a rakományt.
A 2. világháború felelevenítette a kultuszt, amikor az amerikai teherszállító repülőgépek Coca-Colával, dzsipekkel, teherautókkal, konzervekkel, cigarettával, mozgófilmekkel és más dolgokkal megrakodva érkeztek Óceánia szigeteire. Nemsokára a bennszülöttek ajándékokat küldtek Roosevelt elnöknek, később Lyndon Johnsonnak, cserébe az ő eljövetelüket és segítségüket kérték Óceánia szigetein. Leszállópályákat építettek, apró repülőgépeket készítettek, hogy oda csalogassák a valódi repülőgépeket.

## John Frum

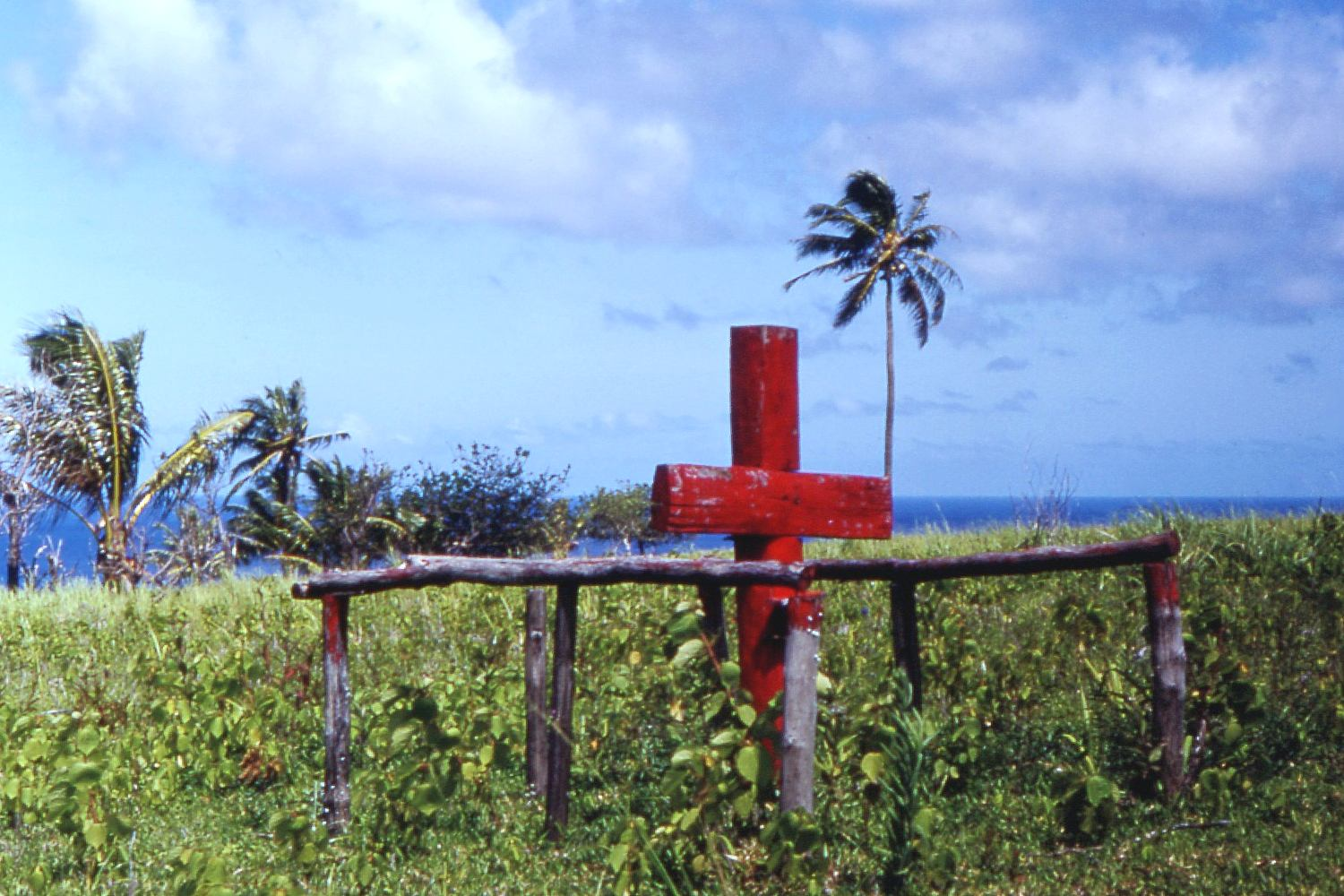
John Frum egyik ceremoniális keresztje Tanna-szigetén, Vanuatuban

Virágzó kultusz alakult ki Vanuatu Tanna nevű szigetén, amely az 1. világháború idején az Anzac (ausztráliai és új-zélandi expedíciós hadsereg), majd a 2. világháború idején az Amerikai Légierő fontos állomáshelye volt. A reménykedő bennszülöttek a John Frum nevű, fehér arcú vezér eljövetelét várták, aki vörös repülőgépével és hajóhadával meghozza a várva várt rakományt, és elviszi tőlük a fehér embereket. Vörös keresztekkel és kapukkal díszített szent helyeiken felállították John Frum és gépe figuráját.
A vörös kereszt jelképe a vöröskeresztes repülőgépekre utal, amelyek a háború alatt ingyenes egészségügyi eszközöket, gyógyszereket szállítottak a szigetekre. John Frum alakját nem sikerült azonosítani. Némelyek szerint csupán azt jelenti, John Amerikából, mások Keresztelő Jánosra gondolnak, megint mások a híres John Brown, a rabszolga-felszabadító mozgalom hívének alakjára vezetik vissza.
Amikor David Attenborough ott jártakor megkérdezte, miért várnak még most is John Frumra, azt válaszolták, hogy még nem olyan régen várnak, mint a keresztények Jézus második eljövetelére.